# Melina Reuter
Melina Reuter (20 december 2005) is een voetbalspeelster uit Duitsland. Ze speelt als aanvaller voor FC Carl Zeiss Jena in de Bundesliga.

## Clubcarrière
Reuter kwam uit voor een jeugdteam van FF USV Jena in de B-junioren Bundesliga. In 2020 maakte ze de overstap naar de jeugdopleiding van SC Freiburg. Door de coronapandemie werd het seizoen niet uitgespeeld. In het daaropvolgende seizoen maakte Reuter 22 doelpunten in 18 competitiewedstrijden. Nadat ze eerst uitkwam voor het tweede elftal van SC Freiburg, maakte ze op 12 februari 2022 haar debuut voor de hoofdmacht in de Bundesliga. Ze viel in de 85ste minuut van een met 3-0 verloren thuiswedstrijd tegen FC Bayern München in voor Meret Felde. Met het tweede elftal van SC Freiburg wist ze promotie naar de tweede Bundesliga af te dwingen.
Voorafgaand aan het seizoen 2023/24 werd Reuter gecontracteerd door FC Carl Zeiss Jena, waarmee ze ook actief was in de tweede Bundesliga. In haar debuutseizoen bij de Oost-Duitse club wist ze gelijk promotie naar de Bundesliga af te dwingen. Reuter verlengde eind mei 2024 haar contract met een jaar. Op 31 augustus 2024 debuteerde ze op het hoogste Duitse voetbalniveau in een uitwedstrijd tegen Eintracht Frankfurt. Reuter wist in een thuiswedstrijd tegen 1. FC Köln haar eerste en de winnende treffer te maken. In mei 2025 verlengde ze nogmaals haar contract.

## Statistieken
| Seizoen | Club               | Land      | Competitie        | Wedstrijden | Doelpunten |
| ------- | ------------------ | --------- | ----------------- | ----------- | ---------- |
| 2021/22 | SC Freiburg        | Duitsland | Bundesliga        | 1           | 0          |
| 2022/23 | SC Freiburg        | Duitsland | Bundesliga        | 2           | 0          |
| 2022/23 | SC Freiburg II     | Duitsland | Tweede Bundesliga | 23          | 4          |
| 2023/24 | FC Carl Zeiss Jena | Duitsland | Tweede Bundesliga | 26          | 2          |
| 2024/25 | FC Carl Zeiss Jena | Duitsland | Bundesliga        | 21          | 1          |
| Totaal  | Totaal             | Totaal    | Totaal            | 73          | 7          |

Laatste update: 29 mei 2025

## Interlandcarrière
Reuter maakte op 23 oktober 2019 haar debuut als jeugdinternational voor Duitsland -15 in een met 5-0 gewonnen wedstrijd tegen de leeftijdsgenoten van Zwitserland -15.
Op 8 november 2021 maakte Reuter haar debuut voor Duitsland -17 in een wedstrijd tegen Bosnië en Herzegovina -17. Twee jaar later maakte ze eveneens haar debuut voor Duitsland -19. In deze wedstrijd, tegen Engeland -19, maakte Reuter gelijk haar eerste doelpunt.